# Elimaea megalopygmaea
Elimaea megalopygmaea är en insektsart som beskrevs av Fanghong, Tongli och Yuwen 1999. Elimaea megalopygmaea ingår i släktet Elimaea och familjen vårtbitare. Inga underarter finns listade i Catalogue of Life.